# Bazilika Saint-Remi
Opatijska crkva Saint-Remi je crkva u Reimsu (Francuska), osnovana u 6. stoljeću, u kojoj se od 1099. godine nalaze relikvije sv. Remija (preminuo 553.). Sveti Remi je bio biskup Reimsa koji je pokrstio Clovisa, prvog kršćanskog franačkog kralja za Božić 496. godine, nakon njegove pobjede nad Alemanima u bitci kod Tolbiaca.
Sadašnja bazilika je bila opatijska crkva koju je posvetio papa Lav IX. 1049. godine. Njeni najstariji dijelovi su romanički brod i transept iz 11. stoljeća, dok je fasada južnog transepta najnovija. 

## Povijest
Tajanstveni korijeni velike opatije u Reimsunalaze se u malenoj kapeli iz 4. stoljeća posvećenoj sv. Kristoforu. Opatija je procvala zahvaljujući nabavci relikvija sv. Remija 553. godine, nakon čega su opatiji uslijedile brojne donacije. Do 9. stoljeća opatija je posjedovala oko 700 posjeda i vjerojatno je bila najbogatija u Francuskoj. Relikvije su najprije čuvali lokalni svećenici koje su zamijenili benediktinci, a od 780. do 945. godine čuvao ih je Reimski nadbiskup. U ovoj opatiji je Karlo Veliki primio papu Lava III.
Godine 1005., opat Aviard je započeo obnovu crkve sv. Remija koja je neprekinuto trajala dvadeset godina dok se nije urušio svod, vjerojatno zbaog nedostatka vanjske potpore. Opat Theodoric je podigao današnju veličanstvenu baziliku koju je posvetio papa Lav IX. 1049. godine dajući joj brojne priviliegije. Opatijska knjižnica i škola su bile na tako dobrom glasu da je papa Aleksandar III. naisao opatu Petru pohvalu koja je i danas očuvana. 
U njoj su sahranjeni nekoliko reimskih nadbiskupa i prinčevi: Carloman, brat Karla Velikog, Henri d'Orléans (preminuo 1653.); i kraljevi: Lotar I. i Luj IV., kralj Francuske. 
Od ostalih važnih opata, podrijetlom iz viših plemićkih obitelji, možemo istaknuti nekolicinu: Henri de Lorraine (162.2-1641.), koji je povezao opatiju u kongregaciju sv. Maura; Jacques-Nicolas Colbert (1665.), kasnije Rouenski nadbiskup; Charles Maurice Le Tellier (1680. – 1710.); i Joseph de Rochechouart, kojeg je 1745. godine postavio kralj.
Za vrijeme francuske revolucije opljačkani su brojni vrijedni predmeti iz crkve, ali su preživjeli vitraji iz 12. stoljeća.
Opatijska crkva Saint-Remi, zajedno s obližnjom katedralom Notre-Dame u Reimsu i Palačom Tau, je dodana na UNESCO-ov popis svjetske baštine 1991. godine, i to kao kulturni spomenik I., II. i VI. kategorije.
|  |  |  |  |